# Karl Manitius
Karl Manitius (Dresda, 23 luglio 1899 – Bernried am Starnberger See, 26 dicembre 1979) è stato un medievista tedesco, figlio del latinista Max Manitius.

## Biografia
Al termine della prima guerra mondiale, studiò storia latina e tedesca all'Università di Lipsia. La sua pubblicazione del 1924 rivolse l'attenzione internazionale ai cronisti francofoni dell'età carolingia.
Dal 1924 al 1945 fu professore di storia in vari ginnasi e scuole superiori statali a Lipsia, a Waldenburg e a Dresda. Grazie all'intervento di Fritz Rörig, entrò afar parte del gruppo di redattori della Monumenta Germaniae Historica , per la quale curò la sezione relativa ai testi letterari dell'Alto Medioevo.

Autore di numerosi articoli in tema di storia delle biblioteche medievali, nel 1958 pubblicò a Weimar Gunzo, Epistola ad Augienses e la Rhetorimachia di Anselmo di Besate (XI sec.), e, nel 1969, i Sermones di Sesto Amarcio alla quale aveva iniziato a lavorare nel 1995.
Nel '73 diede alle stampe un'edizione critica dell'Eupolemius, da lui intitolata Messiade. Riguardo al medesimo testo, Ludwig Traube aveva pubblicato nel 1901 la monografia Zur Messiade des Eupolemius.